# دوناکونا، کبک
دوناکونا (به فرانسوی: Donnacona) شهرکی در منطقه شهری پورتنوف ناحیه کاپیتل-ناسیونال در استان کبک کانادا است. در سرشماری سال ۲۰۱۱ این شهرک ۵٬۶۳۵ نفر جمعیت داشته‌است و مساحت آن ۲۰٫۱۲ کیلومتر مربع است.